# María Corina Machado
María Corina Machado (ur. 7 października 1967 w Caracas) – wenezuelska polityczka, jedna z liderek opozycji wobec rządu Maduro, w latach 2011–2014 deputowana do Zgromadzenia Narodowego.

## Życiorys
Jest córką Henrique Machado Zuloagi, przedsiębiorcy zajmującego się sprzedażą stali oraz Coriny Parisca, psycholożki. Ukończyła inżynierię przemysłową na Universidad Católica Andrés Bello, uzyskała także tytuł magistra finansów w Instituto de Estudios Superiores de Administración.

### Działalność publiczna
W 1992 roku założyła fundację Atenea. W 2001 roku była współzałożycielką Súmate, organizacji zajmującej się kontrolą wyborów. W 2011 roku została członkinią Zgromadzenia Narodowego uzyskując najlepszy wynik w kraju. W tym samym ubiegała się o nominację partii opozycyjnych do kandydowania na prezydenta w ramach wyborów mających się odbyć w 2012 roku. Ustąpiła ostatecznie miejsca Henrique'owi Capriles Radonski'emu. W 2014 roku, po publicznym potępieniu łamania praw człowieka w Wenezueli na forum Stałej Rady Organizacji Państw Amerykańskich, została wyrzucona z parlamentu. W lipcu 2015 roku odebrano jej bierne prawo wyborcze.
W 2023 roku była jedną z kandydatek w ramach prawyborów prezydenckich w partii Plataforma Unitaria Democrática. W czerwcu tego samego roku Wenezuelski Komisarz Wyborczy odebrał jej prawa wyborcze na 15 lat w związku z powiązaniem jej z rzekomymi przestępstwami Juana Guaidó. Przeciwko tym restrykcjom zaprotestowali m.in. Organizacja Narodów Zjednoczonych, Organizacja Państw Amerykańskich i Unia Europejska. W październiku tego samego roku wygrała prawybory. W styczniu 2024 roku Sąd Najwyższy potwierdził odebranie praw wyborczych Machado, w związku z czym poparła ona Edmundo Gonzáleza Urrutię. 
W grudniu 2024 przyznano jej Nagrodę Sacharowa. 